# Dark Victory
Dark Victory (bra: Vitória Amarga; prt: Vitória Negra) é um filme estadunidense de 1939, do gênero drama romântico, dirigido por Edmund Goulding, estrelado por Bette Davis, e coestrelado por George Brent e Humphrey Bogart. O roteiro de Casey Robinson foi baseado na peça teatral homônima de 1934, de George Emerson Brewer, Jr. e Bertram Bloch.
Este foi o oitavo dos onze filmes que Davis e Brent coestrelaram juntos.

## Sinopse
Judith Traherne (Bette Davis) tem câncer cerebral, mas sua melhor amiga e seu médico escondem dela o diagnóstico e o pouco tempo que lhe resta de vida. Um dia, Judith é tomada pelo desespero ao descobrir seu estado de saúde e precisa reencontrar sua tranquilidade para resolver várias pendências antes de morrer.

## Elenco

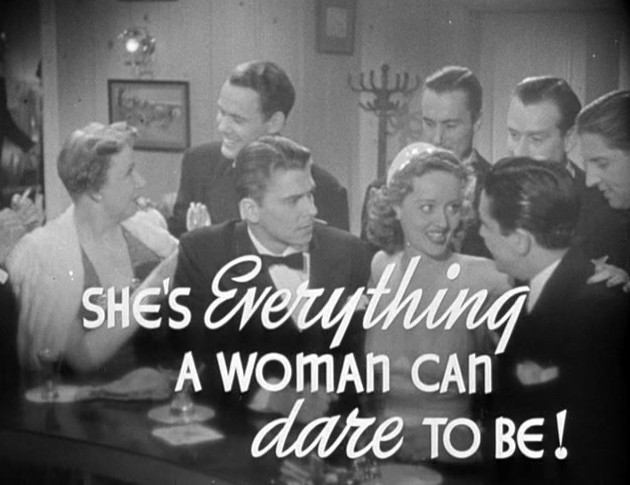
Ronald Reagan e Bette Davis (centro, esquerda para direita) no trailer do filme.

- Bette Davis como Judith "Judy" Traherne
- George Brent como Dr. Frederick Steele
- Humphrey Bogart como Michael O'Leary
- Geraldine Fitzgerald como Ann King
- Ronald Reagan como Alec Hamm
- Henry Travers como Dr. Parsons
- Cora Witherspoon como Carrie Spottswood
- Dorothy Peterson como Srta. Wainwright
- Virginia Brissac como Martha
- Charles Richman como Coronel Mantle
- Herbert Rawlinson como Dr. Carter
- Leonard Mudie como Dr. Driscoll
- Fay Helm como Srta. Dodd
- Lottie Williams como Lucy

Notas do elenco:
- "Dark Victory" foi o primeiro filme estadunidense da atriz irlandesa Geraldine Fitzgerald, depois de ter aparecido em filmes feitos na Inglaterra e nos palcos da Broadway.[9]

## Produção
Tallulah Bankhead estrelou o papel de Judith Traherne na peça teatral da Broadway, que teve 51 apresentações no Plymouth Theatre, antes de ser interrompido ao Bankhead contrair uma infecção bacteriana. Davis admitiu abertamente em anos posteriores que ela igualou Bankhead no papel. Em 1935, David O. Selznick queria escalar Greta Garbo e Fredric March nos papéis principais, mas Garbo optou por interpretar o papel principal em "Anna Karenina". Em 1936, ele ofereceu o papel a Merle Oberon, mas problemas contratuais a impediram de participar do filme. Hal B. Wallis comprou, por US$ 50.000, os direitos de Selznick para produzir o filme depois que Davis descobriu a peça em 1938, quando o diretor Edmund Goulding e o produtor David Lewis mostraram interesse no projeto.
Davis havia recentemente encerrado casos extraconjugais com William Wyler e Howard Hughes, e seu marido Ham Nelson havia entrado com o pedido o divórcio. Após os primeiros dias de filmagem, ela implorou para ser liberada de seu contrato, alegando que estava doente demais para continuar. O produtor Hal B. Wallis respondeu: "Eu vi as filmagens – continue doente!" Ela encontrou conforto ao lado de Brent, que acabara de se divorciar de Constance Worth, e os dois embarcaram em um relacionamento que continuou durante as filmagens e por um ano – e três filmes – depois.
 Goulding dirigiu o filme logo em seguida, o que fez o arco do relacionamento de Judith com o Dr. Steele espelhar o relacionamento de Davis com Brent. Davis mais tarde disse que queria se casar com Brent, mas achou que não daria certo. Ainda assim, "dos homens com quem não me casei, o mais querido foi George Brent".
A canção "Oh, Give Me Time for Tenderness", cantada por Judith, foi escrita por Edmund Goulding e Elsie Janis. A voz de Van Vera foi dublada por Davis.
Uma cena alternativa para o final do filme foi filmada, mas acabou sendo considerada anticlimática: após a morte de Judith, seu cavalo foi visto vencendo uma corrida e seu tratador de cavalos, Michael (Humphrey Bogart), foi mostrado chorando. A cena teve uma resposta negativa do público da pré-estreia, e foi cortada.
O filme estreou no Radio City Music Hall.

## Recepção
Frank S. Nugent, em sua crítica para o The New York Times, observou: "Uma avaliação completamente cínica descartaria todo o filme como uma falácia emocional, uma produção sem coração sobre corações ternos, por um dramaturgo e companhia bem versados nos usos dramáticos de ficar cego e improvisar em A Dama das Camélias. Mas é impossível ser tão cínico sobre isso. O clima é muito pungente, as performances muito honestas, o artesanato muito experiente. A senhorita Davis, naturalmente, dominou – e com bastante propriedade – seu filme, mas a senhorita Fitzgerald acrescentou uma interpretação sensível e tocante da amiga, e George Brent, como cirurgião, é – ousamos dizer? – surpreendentemente autossuficiente e maduro. Desta vez, devemos correr o risco de sermos chamados de simplórios: não vamos descartar Dark Victory com um sorriso de autodefesa".
A revista Variety chamou o filme de "drama intenso" e "uma oferta bem produzida [com] Bette Davis em um papel poderoso e impressionante".
Tom Milne, para a Time Out London, escreveu: "[Davis] e [o diretor Edmund] Goulding quase transformam a novela em estilo; um Rolls-Royce do mundo do choro".
Margarita Landazuri, para o Turner Classic Movies, escreveu: "Dark Victory foi um grande sucesso. Os espectadores e críticos sabiam que suas emoções estavam sendo manipuladas, mas tão habilmente e tocantemente que não podiam deixar de aplaudir".
O filme é mencionado na peça "Steel Magnolias", de Clairee no Ato Dois, Cena 1. Também é mencionado no filme "The Frontier" (2015) pela personagem Luanne, como uma oportunidade perdida em sua carreira.
No Rotten Tomatoes, site agregador de críticas, 85% das 26 críticas do filme são positivas, com uma classificação média de 7,3/10. O consenso do site diz: "Bette Davis faz o seu caminho com um desempenho forte em Dark Victory, um melodrama comovente que arrebata o triunfo das garras da mortalidade".

## Músicas
A trilha original de Max Steiner para o filme foi lançada em 2006 pela Screen Archives Entertainment e Chelsea Rialto Studios. O álbum contém a maior parte das canções, como ouvidas no filme em ordem cronológica. Foi produzido usando cópias digitais dos discos de acetato de referência pessoal do compositor, que estavam armazenados na Universidade Brigham Young e que foram restaurados digitalmente por Ray Faiola. Esta rara edição limitada inclui um livreto colorido de 32 páginas ilustrados com extensas notas de encarte dos historiadores de música e cinema Rudy Behlmer, Ray Faiola e James V. D'Arc (curador dos arquivos de música da UBY) detalhando a produção e arranjo das trilhas do filme.
Trilha sonora
1. Main Title – 0:55
2. The Accident – 1:53
3. Ann's Concern – 2:27
4. Running Away from the Truth – 5:13
5. Diagnosis – 2:46
6. In Your Hands – 1:38
7. Telling Ann the Truth – 3:57
8. Judy's Suspicions – 2:18
9. Prognosis Negative – 1:53
10. Oh, Give Me Time for Tenderness – 0:28
11. The Tack Room – 2:55
12. Ann Weeps Over Judy – 1:17
13. Fred Proposes to Judy – 3:06
14. Home in Vermont – 1:56
15. The End is Near – 4:25
16. Our Victory Over the Dark – 5:01
17. End Cast – 0:28

Tempo total: 38:76

## Prêmios e indicações
Bette Davis foi indicada ao Oscar de melhor atriz, mas perdeu para Vivien Leigh, estrela de "Gone with the Wind". Max Steiner, que foi indicado ao Oscar de melhor trilha sonora por este filme e por "Gone with the Wind", perdeu para Herbert Stothart por "The Wizard of Oz". O filme em si perdeu o Oscar de melhor filme para "Gone with the Wind".
| Ano  | Cerimônia                | Categoria            | Indicado                            | Resultado | Ref.          |
| ---- | ------------------------ | -------------------- | ----------------------------------- | --------- | ------------- |
| 1939 | National Board of Review | Melhor atriz         | Bette Davis                         | Indicada  | [ 17 ]        |
| 1939 | National Board of Review | Melhor atriz         | Geraldine Fitzgerald                | Indicada  | [ 17 ]        |
| 1940 | Oscar                    | Melhor filme         | Hal B. Wallis (para a Warner Bros.) | Indicado  | [ 18 ] [ 19 ] |
| 1940 | Oscar                    | Melhor atriz         | Bette Davis                         | Indicada  | [ 18 ] [ 19 ] |
| 1940 | Oscar                    | Melhor trilha sonora | Max Steiner                         | Indicado  | [ 18 ] [ 19 ] |

O jornal The New York Times nomeou-o como um dos "10 Melhores Filmes de 1939", assim como a Film Daily.
O filme foi reconhecido pelo Instituto Americano de Cinema nas seguintes listas:
- 2002: 100 Anos...100 Paixões – #32[20]
- 2005: 100 Anos de Trilha Sonora – Indicado[21]
- 2006: 100 Anos...100 Vivas – #72[22]

## Adaptações e refilmagens

### Rádio
Em 8 de janeiro de 1940, o filme foi apresentado em uma adaptação de uma hora do Lux Radio Theatre. Bette Davis reprisou seu papel, com Spencer Tracy coestrelando. Barbara Stanwyck e Melvyn Douglas já haviam realizado uma adaptação anteriormente, baseada na peça teatral original da Broadway, também no Lux Radio Theatre, em 4 de abril de 1938. Em 6 de março de 1952, o "Hollywood Sound Stage", da CBS Radio, exibiu uma versão adaptada e condensada de 30 minutos, estrelado por Stanwyck e David Brian.

### Filme
Em 1963, uma refilmagem do filme foi lançada como "Stolen Hours", estrelada por Susan Hayward e Michael Craig, e dirigida por Daniel Petrie. A história foi ambientada na Inglaterra Contemporânea.

### Televisão
Outra refilmagem ocorreu em 1953, sob seu título original, como uma adaptação de TV para o "Broadway Television Theatre", estrelado por Sylvia Sidney, Christopher Plummer e Ian Keith. Em 1976, a história foi produzida sob o seu título original como um telefilme da NBC, estrelando Elizabeth Montgomery como a produtora de televisão Katherine Merrill, que está sob o cuidado do Dr. Michael Grant, interpretado por Anthony Hopkins; esta versão foi dirigida por Robert Butler.